# Juliette Labous
Juliette Labous (ur. 4 listopada 1998 w Roche-lez-Beaupré) – francuska kolarka szosowa.

## Osiągnięcia
Opracowano na podstawie:

2018
- 2. miejsce w mistrzostwach Francji (jazda ind. na czas)

2019
- 3. miejsce w Tour de Bretagne Féminin
  - 1. miejsce w klasyfikacji młodzieżowej

2020
- 1. miejsce w mistrzostwach Francji (jazda ind. na czas)

2021
- 2. miejsce w mistrzostwach Francji (jazda ind. na czas)
- 2. miejsce w The Women’s Tour

2022
- 1. miejsce w Vuelta a Burgos Feminas
- 2. miejsce w mistrzostwach Francji (jazda ind. na czas)
- 1. miejsce na 6. etapie Giro d’Italia Donne
- 4. miejsce w Tour de France Femmes

2023
- 2. miejsce w Giro d’Italia Donne
- 2. miejsce w mistrzostwach świata (mieszana jazda druż. na czas)
- 1. miejsce w mistrzostwach Europy (mieszana jazda druż. na czas)
- 3. miejsce w Giro dell’Emilia Donne

2024
- 4. miejsce w La Vuelta Femenina
- 3. miejsce w Itzulia Women
- 1. miejsce w mistrzostwach Francji (jazda ind. na czas)
- 4. miejsce w igrzyskach olimpijskich (jazda ind. na czas)
- 3. miejsce w Giro dell’Emilia Donne

## Rankingi
| Rok            | 2017 | 2018 | 2019 | 2020 | 2021 | 2022 | 2023 | 2024 |
| -------------- | ---- | ---- | ---- | ---- | ---- | ---- | ---- | ---- |
| Ranking UCI    | 102. | 116. | 117. | 38.  | 23.  | 12.  | 11.  | 8.   |
| UCI World Tour | 75.  | 77.  | 65.  | 35.  | 18.  | 12.  | 9.   | 8.   |
|                |      |      |      |      |      |      |      |      |
| Źródło: UCI    |      |      |      |      |      |      |      |      |